# John Wentworth Loring
Sir John Wentworth Loring (Massachusetts, 13 ottobre 1775 – Ryde, 29 luglio 1852) è stato un ammiraglio britannico.

## Biografia
John Loring nacque nell'ottobre del 1775 all'inizio della Guerra d'indipendenza americana da Joshua Loring, Alto Sceriffo del Massachusetts. Il nonno di John, Joshua Loring, aveva servito in marina durante la Guerra dei sette anni, comandando uno squadrone ai Grandi Laghi. La famiglia Loring era di fede Lealista e per questo dopo l'indipendenza venne obbligata a portarsi in Gran Bretagna. Nel 1789, il tredicenne John Loring entrò a far parte della Royal Navy, servendo sulla HMS Salisbury prima di entrare in servizio nella HMS Victory allo scoppio delle Guerre rivoluzionarie francesi. Loring venne pesantemente ferito nel corso dell'Assedio di Tolone, ma nel 1794 ottenne già di essere imbarcato su una cannoniera all'Assedio di Bastia e poi prestò servizio sullo sloop HMS Fleche prima di unirsi all'ammiraglia di Sir Hyde Parker, la HMS St George, combattendo la Battaglia di Genova e la Battaglia delle isole Hyères nel 1795.
Nel 1796, Loring prestò servizio a bordo della HMS Britannia prima di unirsi alla HMS Comet nelle Indie occidentali. Nei successivi cinque anni, Loring comandò una serie di navi tra cui la HMS Rattler, la HMS Lark, la HMS Abergavenny e la HMS Syren, operando contro i pirati francesi con alcuni successi e fronteggiando un ammutinamento nell'ultimo suo comando. Per le sue abilità venne promosso al rango di capitano dal contrammiraglio John Thomas Duckworth. Dopo la Pace di Amiens, Loring prese il comando della HMS Utrecht. Successivamente fece ritorno in Europa ed ottenne il comando della HMS Niobe nell'operazione di blocco navale della Francia.
Loring servì a bordo della Niobe per otto anni, catturando numerosi vascelli mercantili francesi e piccole navi da guerra. Due suoi successi particolarmente rilevanti furono la distruzione di alcune fregate francesi nell'Azione del 13 novembre 1810 e nell'Azione del 24 marzo 1811. Terminò la guerra come capitano della HMS Impregnable, l'ammiraglia della flotta del nord. Nel 1816, Loring venne nominato sovrintendente della riserva a Sheerness e nel 1819 divenne luogotenente governatore del Royal Naval College di Portsmouth. Mantenne tale posizione per i successivi 18 anni. Ritiratosi nel 1837 col grado di contrammiraglio, Loring venne creato cavaliere commendatore dell'Ordine Reale Guelfo e nel 1840 ottenne anche la medaglia di cavaliere commendatore dell'Ordine del Bagno, di cui era membro già dal 1815. Venne inoltre promosso al rango di vice ammiraglio nel 1846 ed infine a quello di ammiraglio nel 1851.
Loring si era sposato nel 1804 con Anna Patton, figlia del vice ammiraglio Philip Patton. La coppia ebbe due figli, tra cui William Loring che poi divenne lui stesso ammiraglio, e tre figlie. Loring morì nella sua residenza a Ryde, sull'Isola di Wight, nel luglio del 1852.
La sua abitazione ordinaria era però sita a Peartree House, presso Peartree Green, Southampton, acquistata nel 1842.
In sua memoria gli è stata dedicata la nave HMS Loring (K565).